# Metropolitano de Jacarta
The Jakarta Mass Rapid Transit (em indonésio:  Moda Raya Terpadu Jakarta ou Jakarta MRT (MRT Jakarta) é um sistema metropolitano em Jacarta, capital da Indonésia .
A fase 1 do projeto foi oficialmente aberta em 24 de março de 2019.

## Contexto
Jacarta é a capital da Indonésia, abrigando 10 milhões de habitantes, um terço da população da Grande Jacarta . Estima-se que mais de quatro milhões de residentes da área circundante da Grande Jacarta se deslocam para a cidade a cada dia útil. Foi estimado que a cidade teria um congestionamento total de tráfego em 2020.
Em 2010, o transporte público em Jacarta atendia a apenas 56% das viagens de passageiros e a taxa média de crescimento anual de veículos de 9,5% da cidade excede em muito o aumento no comprimento das estradas entre 2005 e 2010.
Até então, o transporte público na cidade consiste principalmente no sistema de trânsito rápido de ônibus TransJakarta - o sistema de BRT mais longo do mundo com uma extensão de 230 quilômetros, o trem metropolitano KRL Commuterline - o sistema de trânsito metropolitano eletrificado mais longo do sudeste da Ásia com 418 quilômetros de extensão e 6 linhas, e vários tipos de ônibus independentes.

## Financiamento
A fase 1 do projeto foi financiada por meio de um empréstimo de Rp 16 trilhões da Agência de Cooperação Internacional do Japão (JICA) com prazo de 30 anos e 0,25% de juros ao ano.
A Fase 2 foi financiada por meio de um esquema de empréstimo semelhante, com prazo de 40 anos, permitindo um período de carência de 10 anos. O primeiro estágio de financiamento da fase 2 ( Rp 9,4 trilhões) incorreu em juros de 0,1% ao ano. O financiamento da fase 2 (Rp 25 trilhões) cobrirá uma parte das despesas excedentes da fase 1 (Rp 2,5 trilhões).

## Rede
O Jakarta MRT deve se estender por mais de 108 quilômetros, incluindo 26,7 quilômetros para a linha vermelha e 87 quilômetros para a linha amarela.
A tabela a seguir lista as linhas MRT que estão atualmente em operação, em construção ou planejadas para outubro de 2021. Todas as linhas planejadas ainda podem ser alteradas antes de entrar na fase de construção.

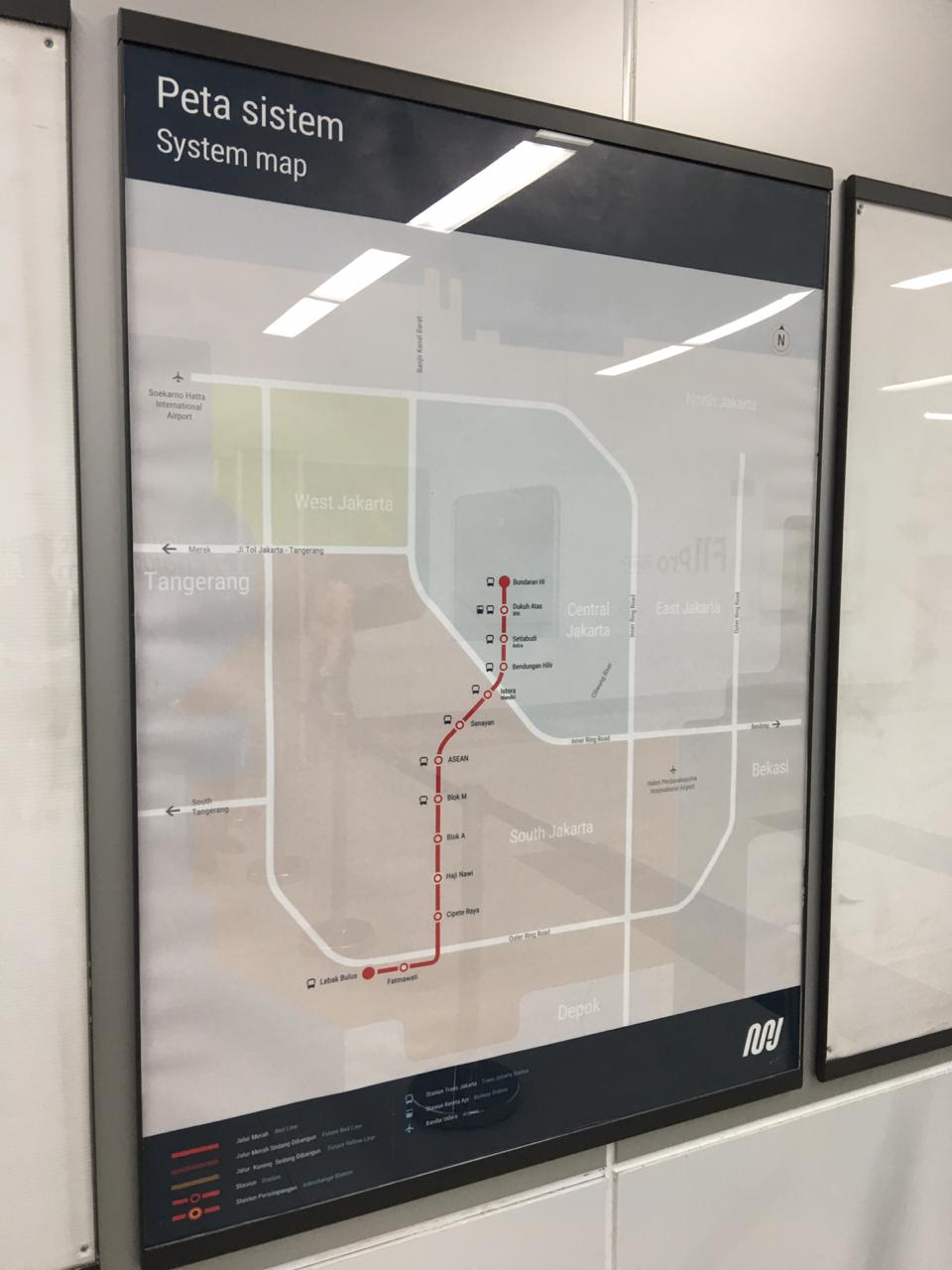
Mapa do sistema da linha vermelha Jakarta MRT

| Cor e nome da linha | Estágio     | Começo                         | Terminal                    | Estações    | Comprimento       | depósito                      |
| Operacional         | Operacional | Operacional                    | Operacional                 | Operacional | Operacional       | Operacional                   |
| ------------------- | ----------- | ------------------------------ | --------------------------- | ----------- | ----------------- | ----------------------------- |
| Norte Sul           | 1           | 24 de março de 2019            | Lebak Bulus Bundaran HI     | 13          | 15,7 km (9,8 mi)  | Lebak Bulus                   |
| Em construção       |             |                                |                             |             |                   |                               |
| Norte Sul           | 2A          | Abril de 2025 a Agosto de 2027 | Bundaran HI Kota            | 7           | 5,8 km (3,6 mi)   | Lebak Bulus                   |
| Planejado           |             |                                |                             |             |                   |                               |
| Norte Sul           | 2B          | 2028                           | Kota Ancol Barat            | 3           | 5,2 km (3,2 mi)   | Ancol Barat                   |
| Leste Oeste         | 3A          | 2030                           | Taman Anggrek Ujung Menteng | 20          | 23,1 km (14,4 mi) | Perintis (preliminar)         |
| Leste Oeste         | 3B          | 2030                           | Karang Tengah Taman Anggrek | 7           | 10,8 km (6,7 mi)  | Kembangan (preliminar)        |
| TBA (no sul)        | 4           | 2030                           | Fatmawati TMII              | cerca de 10 | 12 km (7,5 mi)    | Kampung Rambutan (preliminar) |

### Linha Norte-sul

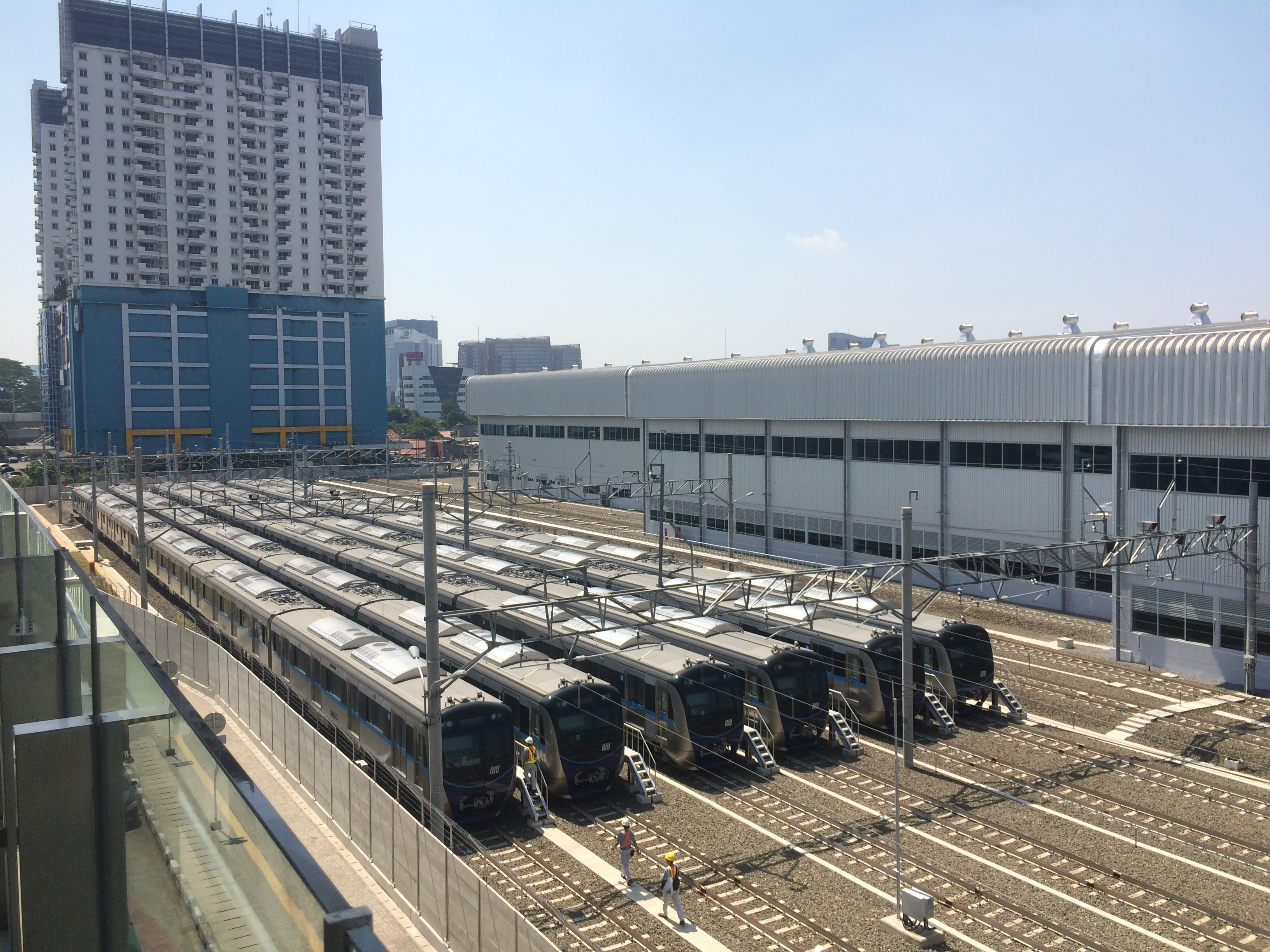
Depósito de trem MRT na estação Lebak Bulus

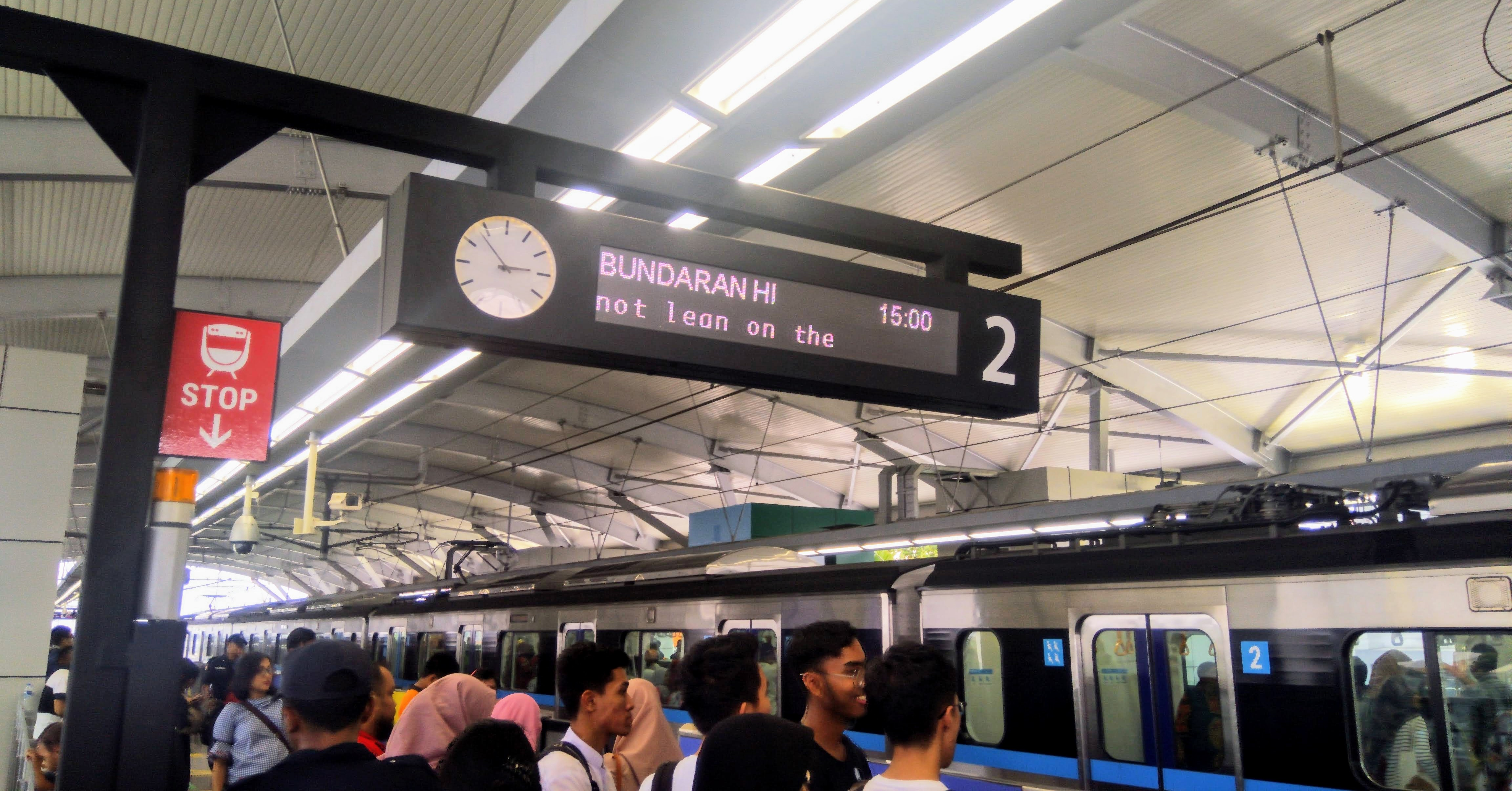
Passageiros do Jakarta MRT esperando o trem na plataforma

#### Fase 1
A Fase 1 conecta Lebak Bulus a Bundaran HI ao longo de 15.7 quilômetros e consiste em 13 estações. O Ministério dos Transportes da Indonésia aprovou este plano em setembro de 2010 e abriu propostas. A construção começou em outubro de 2013.
A Fase 1 foi aberta para serviço gratuito em 24 de março de 2019. O serviço comercial começou em 1 de abril de 2019. A Fase 1 deve atender 212.000 passageiros por dia. Essa capacidade esperada pode atingir o máximo de 960.000 por dia. No primeiro mês de operação, 82.000 passageiros usaram a linha diariamente.

#### Fase 2
A Fase 2 foi inicialmente planejada para estender Bundaran HI a Kampung Bandan no norte de Jacarta. No entanto, as questões de aquisição de terras dificultaram o processo, levando a administração a encontrar um local alternativo, que também será projetado para abrigar a garagem de trens.
A Fase 2A estenderá a linha vermelha para o norte e consiste em 7 estações ao longo de 5,8 quilômetros. A extensão foi inicialmente planejada para estar totalmente operacional em março de 2026. No entanto, devido a problemas em garantir licitantes para a construção e aos efeitos da pandemia COVID-19, a extensão agora deverá estar totalmente operacional em meados de 2027. A construção da Fase 2A deve custar Rp22,5 trilhões.
Em 17 de fevereiro de 2020, durante a assinatura do contrato CP201 para a construção das duas primeiras estações da extensão da Fase 2A, a administração anunciou que a Fase 2B será composta por 3 estações e está atualmente em estudos de viabilidade, com sua construção prevista para começar em meados de 2022.

### Linha Leste-Oeste(planejada)
Uma segunda linha está planejada para percorrer de leste a oeste de Cikarang (West Java) a Balaraja (Banten) através do centro de Jacarta . Prevê-se que ele tenha 87 quilômetros de extensão. Assim como a linha Vermelha, a Linha Amarela também será construída em fases. A linha amarela está planejada para intercambiar com a linha vermelha na estação de Thamrin.

#### Fase 3
A Fase 3 terá 31,7 quilômetros de extensão e se estende de Kembangan, no oeste de Jacarta, a Ujung Menteng, no leste de Jacarta.Atualmente está em fase de estudos de projeto arquitetônico e a construção estava inicialmente prevista para começar em 2020, mas desde então foi adiada.

## Tarifas e emissão de bilhetes

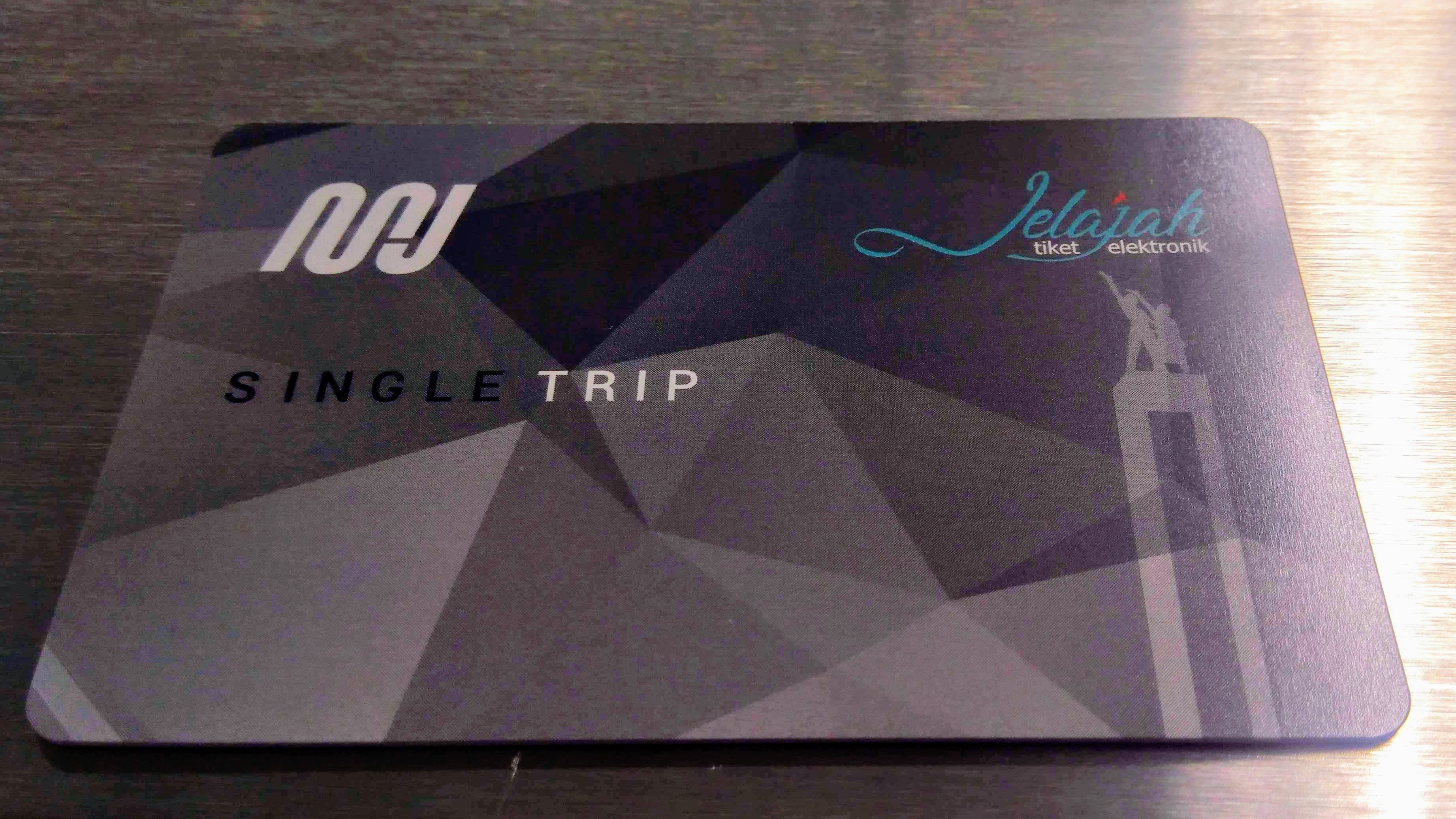
Kartu Jelajah (viagem única) por MRT Jacarta

A tarifa cobrada para uma viagem no MRT começa em Rp 3.000, aumentando em Rp 1.000 para cada estação passada. Uma viagem abrangendo toda a linha existente em 2019 custaria ao passageiro 14.000 rupias.
Um depósito reembolsável de Rp15.000 é necessário para comprar uma única passagem de viagem, além das tarifas exigidas para a viagem.
O Jakarta MRT emprega um sistema de pagamento de tarifa sem dinheiro. Um cartão conhecido como 'Jelajah', pode ser adquirido nas máquinas de venda de bilhetes ou nas bilheterias localizadas em cada estação.

## Segurança e proteção

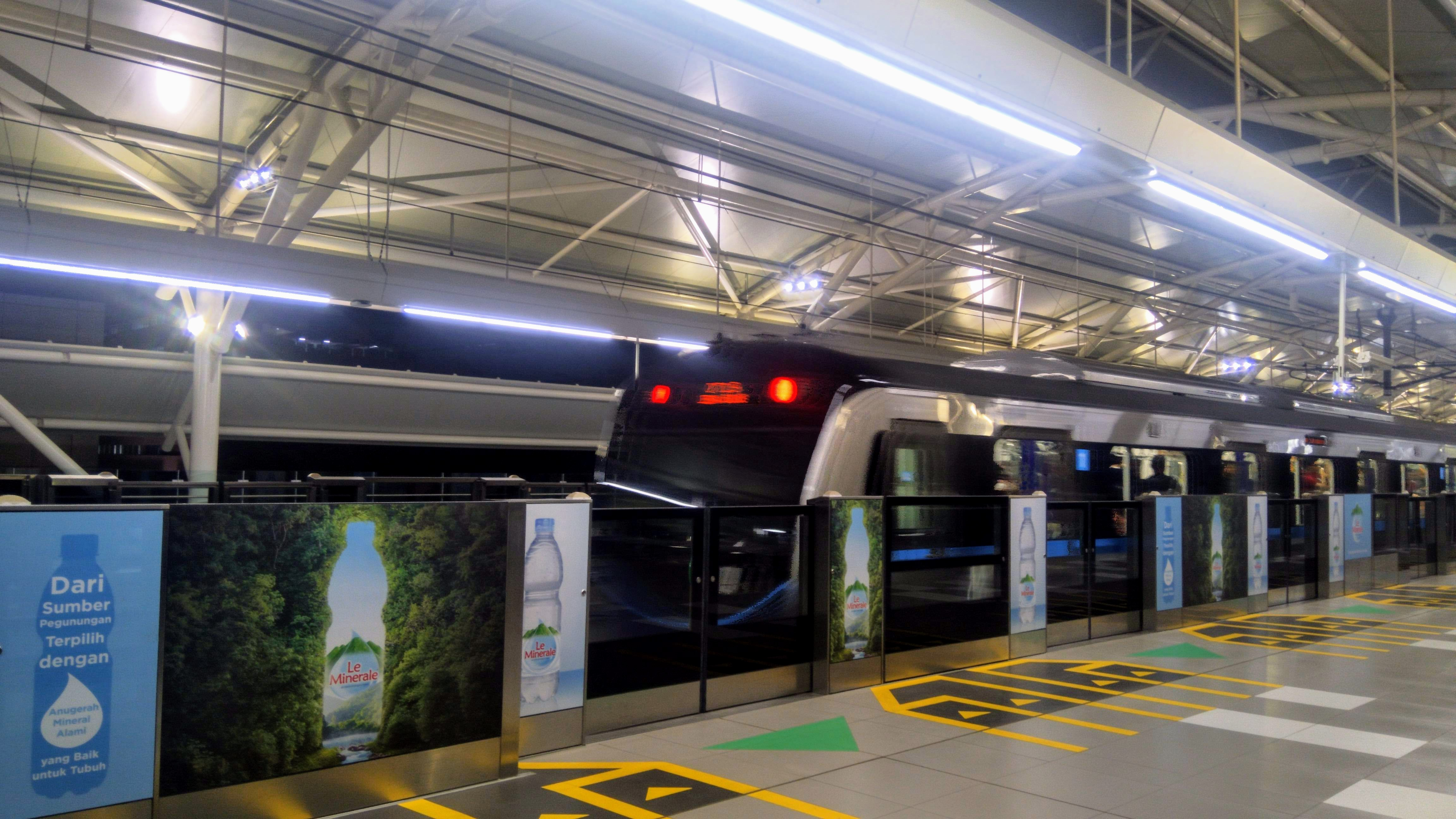
Portas de tela da plataforma na estação ASEAN MRT

As portas de tela de plataforma de meia altura (PSDs) são instaladas em plataformas de estações elevadas, enquanto portas de tela de plataforma de altura total são usadas em plataformas de estações subterrâneas.
Os trens e estações são equipados com CFTVs, que são monitorados a partir da sala de controle. Salas médicas também estão disponíveis em todas as estações para fornecer primeiros socorros aos passageiros e trabalhadores, se necessário. Os oficiais de segurança estão regularmente posicionados nas entradas e plataformas das estações.

## Frota de trens

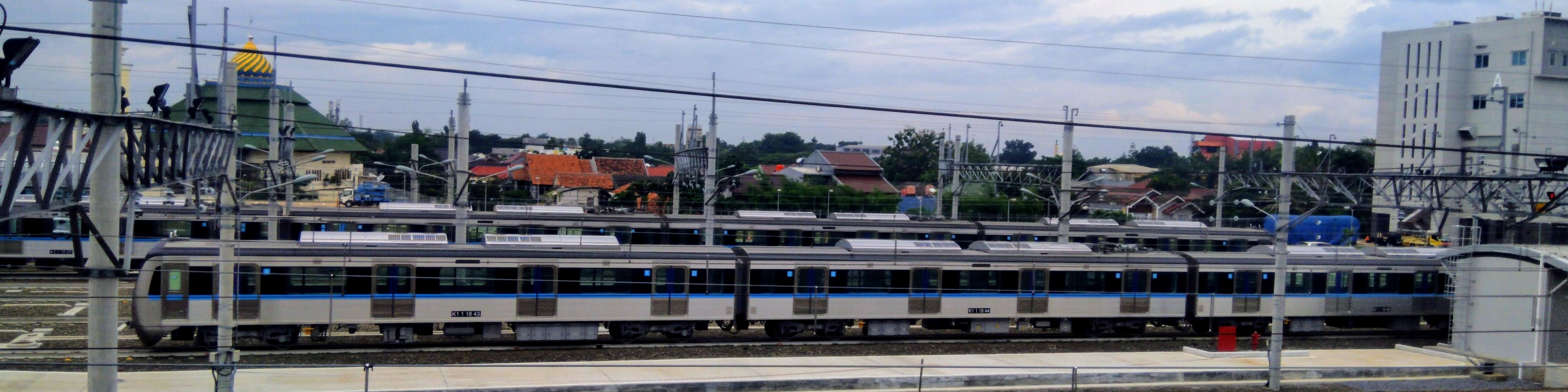
Trem MRTJ 1000

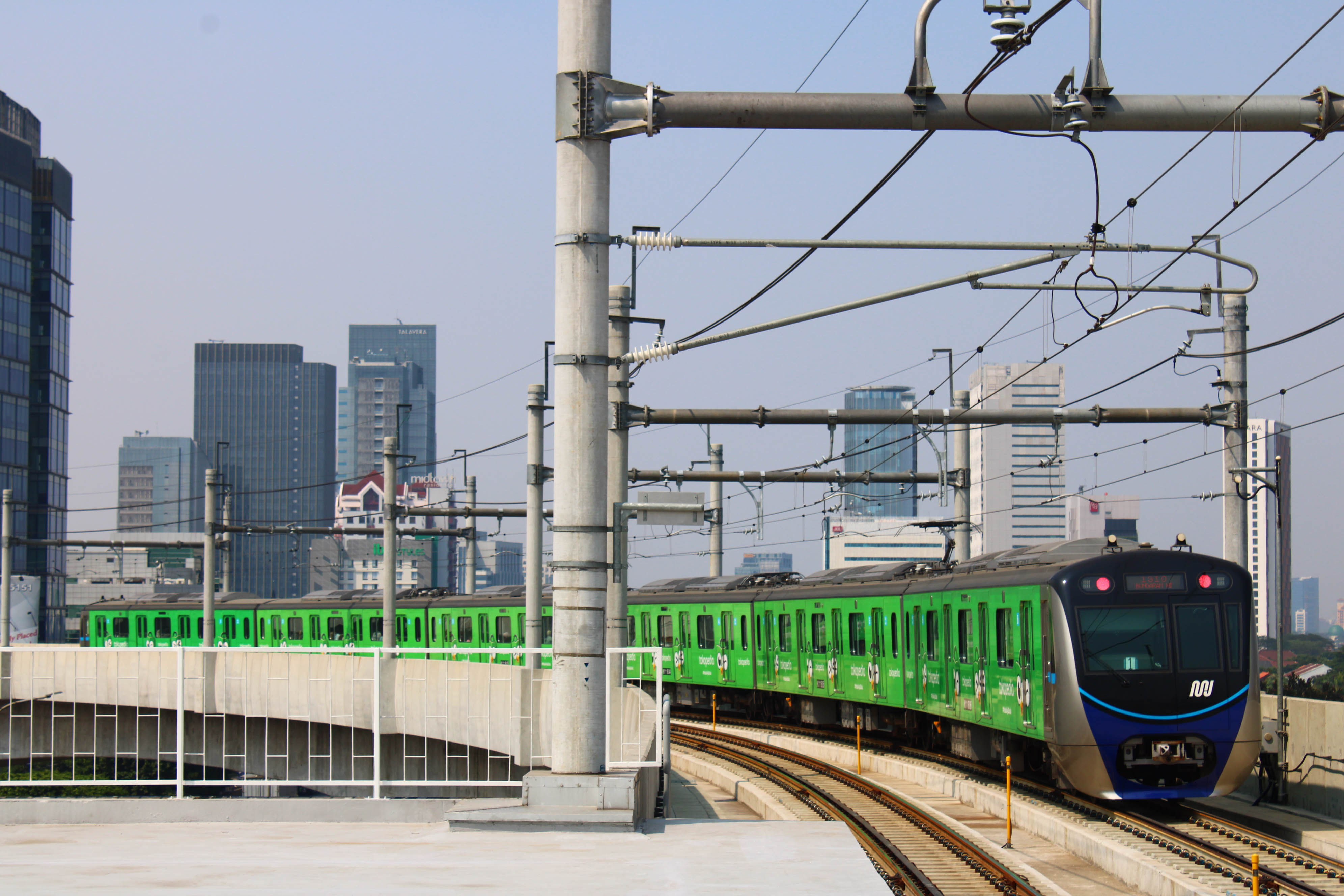
Jakarta MRT conjunto 01 partindo da estação Fatmawati

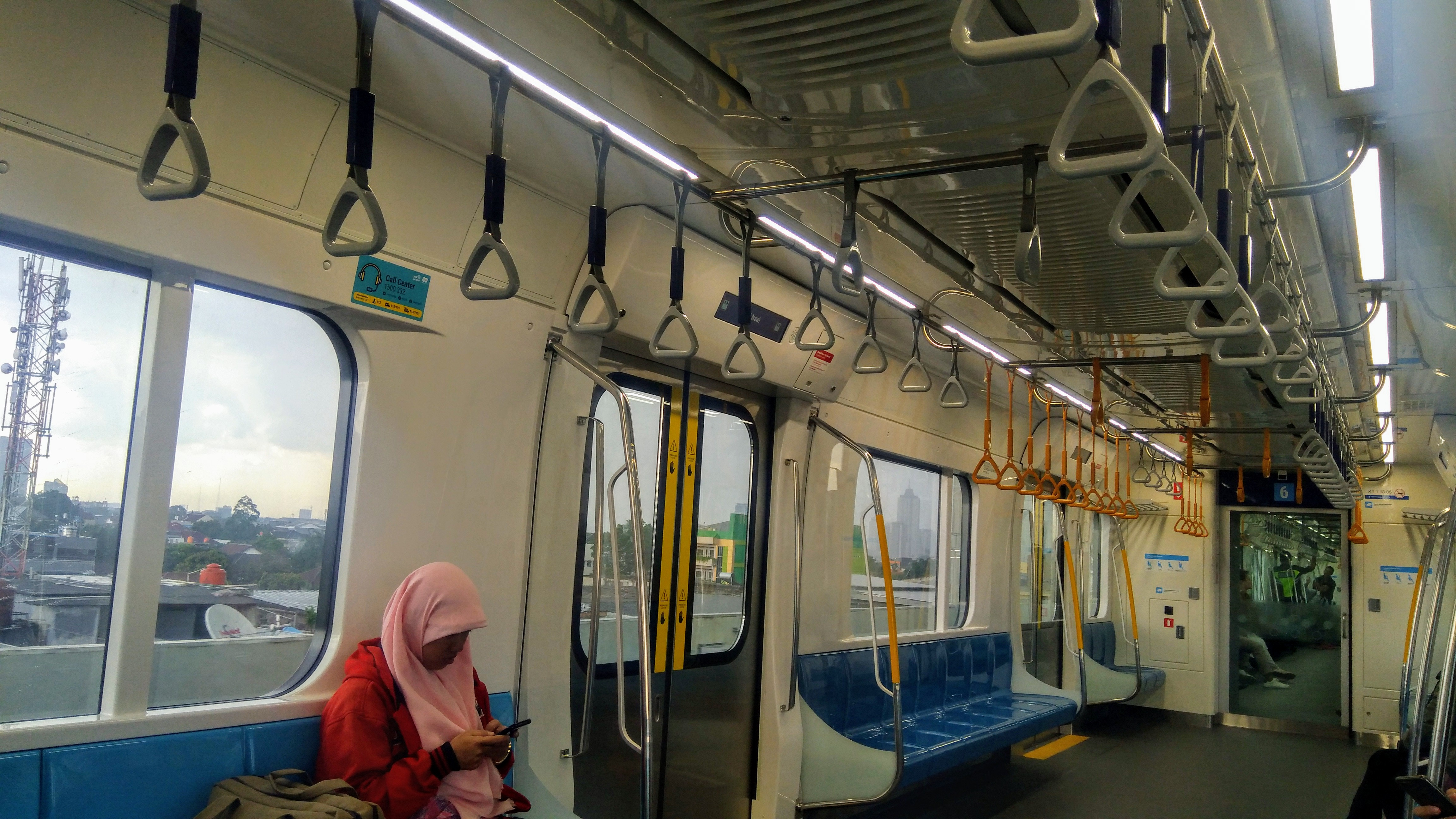
Dentro do trem

O contrato CP 108 para a aquisição de material rodante para Jakarta MRT foi concedido a um consórcio liderado pela Sumitomo Corporation em 3 de março de 2015. Um total de 16 trens de seis vagões foram encomendados a um custo de ¥ 10,8 bilhões (Rp145 bilhões).
Cada carro mede 20 m (65 ft 7 in) de comprimento, 2,9 m (9 ft 6 in) de largura e 3,9 m (12 ft 10 in) em altura. Esses trens utilizam o sistema de sinalização CBTC e são equipados com Operação Automática de Trem (ATO) GoA 2, com motoristas operando as portas e dirigindo em caso de emergência.
Em 10 de janeiro de 2018, o governador de Jacarta, Anies Baswedan, deu ao primeiro lote de trens MRT Jakarta o apelido de "Ratangga". O nome foi derivado da antiga palavra javanesa para carruagens.